# Феликс Ауербах
Феликс Ауербах (Вроцлав, 12. новембар 1856 — Јена, 26. фебруар 1933) био је немачки физичар.
Рођен је као прво дете у породици Леополда и Арабеле Ауербах. Феликсов отац био је патолог и професор медицине на Универзитету у Вроцлаву.

## Изабрана дела
- , у:  8 (1877), стр. 177-225.
- , у:  (1878), стр. 152–157
- , у:  (1878), стр. 157–160
- , у:  (1878), стр. 508-515
- , Јена, 1902
- (= Handbuch der Physik 2), Лајпциг, (друго издање 1909).
- , Лајпциг, 1910
- , Лајпциг, 1911.
- у: , 59, стр. 73-76, 1913
- , Лајпциг, 1914
- , Јена, 1915
- , Берлин, 1916
- , Лајпциг, 1918
- , Берлин и Лајпциг, 1920
- ,  1921
- , Берлин 1923
- , 1924
- , Јена, 1925
- , Лајпциг, 1925
- , Вроцлав, 1929